# Пархоменко Валентина Федорівна
Валенти́на Фе́дорівна Пархо́менко (5 березня 1937, село Монастирище Ічнянського району Чернігівської області) — українська бандуристка, Народна артистка Української РСР (1979). Учасник ліквідації аварії на ЧАЕС.

## Життєпис
З 1958 концертувала разом з Юлією Гамовою і Елеонорою Миронюк у складі тріо бандуристок «Дніпрянка» Київської державної філармонії. Фотографія Валентини вісить в Монастирищенській школі.
Бере участь у діяльності товариства «Чернігівське земляцтво в Києві».